# Banna (Norra Ilocos)
Banna (Bayan ng Banna) är en kommun i Filippinerna. Kommunen ligger på ön Luzon, och tillhör provinsen Norra Ilocos. Folkmängden uppgår till 16 704 invånare.

## Barangayer
Banna är indelat i 20 barangayer.
| - Balioeg - Bangsar - Barbarangay - Bomitog - Bugasi - Caestebanan - Caribquib - Catagtaguen - Crispina - Hilario (Pob.) | - Imelda - Lorenzo (Pob.) - Macayepyep - Marcos (Pob.) - Nagpatayan - Valdez - Sinamar - Tabtabagan - Valenciano (Pob.) - Binacag |